# Гигант (совхоз)
Гига́нт — первый зерновой совхоз, созданный в 1928 году Советской властью с целью значительного увеличения производства зерна в СССР. За трудовые заслуги награждён орденами Ленина и Трудового Красного Знамени.

## История

### Зерносовхозы СССР
11 июля 1928 года пленум ЦК ВКП(б) принял резолюцию «Об организации новых (зерновых) совхозов», в пункте 7 которого указывалось: «утвердить задание на 1928 год с общей площадью вспашки, достаточной для получения в 1929 году 5-7 млн пудов товарного хлеба».
Результатом этой резолюции стало принятие Постановления ЦИК и СНК СССР от 1 августа 1928 года «Об организации крупных зерновых хозяйств», пункт 1 которого гласил: «Признать необходимым организовать новые крупные зерновые советские хозяйства (зерновые фабрики) на свободных земельных фондах с таким учетом, чтобы к урожаю 1933 обеспечить получение товарного зерна от этих хозяйств в количестве не менее 1 650 000 тонн (100 000 000) пудов». Согласно пункту 4 этого же Постановления, вновь организованные советские хозяйства объединятся в трест общесоюзного значения «Зернотрест», который будет находиться в непосредственном подчинении Совету Труда и Обороны.
Так, к концу 1928 года было создано 10 (по другим данным 11), высокомеханизировнных (для того времени) зерносовхозов. Из них 5 было создано на Нижней Волге, по 2 — на Средней Волге и Казахстане, по 1 — на Северном Кавказе и Урале, первым из которых стал совхоз «Гигант» в Сальском округе Северо-Кавказского края.

### История «Гиганта»
«Гигант» — первый в СССР крупный зерносовхоз. Советское государство выделило для этого огромный массив незанятой крестьянами земли площадью в 240 000 гектаров. Земли совхоза раскинулись на территории Сальского округа Северо-Кавказского края (в пределах нынешних Целинского и Сальского районов Ростовской области) между речками Маныч и Средний Егорлык с севера на юг на 73 километра и с запада на восток — на 40 км. Первым директором совхоза стал Т. А. Юркин. Земли, готовой для засева, было лишь немногим более 9 процентов, остальное — целина, залежи. Задача заключалась в том, чтобы поднять целину и обратить первобытную степь в безбрежное море хлебов, создав в одном из самых глухих уголков Задонья мощную, самую крупную в мире фабрику зерна. Рабочие совхоза «Гигант» в 1928 году предвосхитили «Поднятие целины» 1956 года, вспахав 50 тысяч гектаров целинных земель Задонья.
Весной 1929 года поля «Гиганта» покрылись темно-зелёным ковром озимых хлебов. Совхоз собрал хороший урожай — в среднем по 70 пудов с гектара, в то время как в соседних селах и хуторах крестьяне-единоличники получили лишь по 40 пудов. Весть о том, что «Гигант» собрал почти двойной урожай, разнеслась по всей стране. В совхоз стали приезжать делегации крестьян даже из отдаленных районов страны. Только за один 1930 год «Гигант» посетили 50 тысяч экскурсантов. Они убеждались в превосходстве крупного социалистического хозяйства над мелким, единоличным. На праздник урожая 1929 года в совхоз приехал великий пролетарский писатель Алексей Максимович Горький.
В 1931 году при зерносовхозе «Гигант» начал свою работу агротехникум. Техникум был организован как межрайонный по линии Народного Комиссариата зерноводческих совхозов при крайземуправлении. Около 100 юношей и девушек, прошедших учебную подготовку на рабфаке, стали его первыми студентами. Начинал свою работу техникум в поселке Новая Целина — в 1931 году это было одно из отделений совхоза «Гигант». В 1934 году техникум был перемещен на центральную усадьбу совхоза «Гигант».
К 1934 году площадь полей «Гиганта» составляла 2 600 квадратных километров (площадь европейского государства Люксембург). Управлять таким громадным хозяйствам сложно, поэтому в 1934 году совхоз «Гигант» был разукрупнен на 4 самостоятельных совхоза — «Гигант», «Сальский», «Целинский» и «Юловский». За «Гигантом» осталась земельная площадь в 500 квадратных километров.
После разукрупнения совхоза его центральная ремонтная мастерская была реорганизована в авторемонтный завод, который производил капремонт тракторов, моторов, автомашин, выпуская запасные части к ним. Сейчас это предприятие носит имя ОАО «Сальсксельмаш».
В годы Великой Отечественной войны, перед началом оккупации немецко-фашистскими войсками территории Сальского района, совхоз «Гигант», агротехникум, Сальская МТС и другие сельскохозяйственные предприятия были эвакуированы в Азербайджанскую ССР и Узбекскую ССР.

### Структура совхоза
Зерносовхоз «Гигант» состоял из следующих подразделений:
Центральная усадьба совхоза располагалась в рабочем поселке Гигант, здесь же были размещены контора, автотракторная база (гараж), мастерские, кирпичный завод, комбикормовый завод, строительный участок, электроцех, зернопункт, колбасный цех, нефтебаза, складские помещения, а также 13-е отделение совхоза.
Отделения и другие структурные подразделения совхоза располагались:
- 1-е отделение в поселке Загорье;
- 2-е отделение в поселке Нижнеянинский;
- 3-е отделение в поселке Кузнецовский;
- 4-е отделение в поселке Роща;
- 5-е отделение в поселке Логвиновский;
- 6-е отделение в поселке Хлебный;
- 7-е отделение  в поселке Клёны;
- 8-е отделение в поселке Широкие Нивы;
- 9-е отделение в поселке Глубокая Балка;
- 10-е отделение в поселке Ясенево;
- 11-е отделение в поселке Правоюловский;
- 12-е отделение в поселке Агаренский.

## Современное состояние
В 1997 году совхоз «Гигант» был преобразован в сельскохозяйственный производственный кооператив имени Ангельева. Прежнее название совхоза было утрачено, но вместе с тем, предприятие получило имя бывшего директора, Героя Социалистического Труда Д.Д. Ангельева. Указанный кооператив стал правопреемником бывшего дважды орденоносного совхоза «Гигант».
Позже, в 2007 году из состава СПК имени Ангельева выделилось в самостоятельное сельскохозяйственное предприятие ООО «Славяне».
Таким образом, на базе бывшего совхоза «Гигант» действуют два преуспевающих хозяйства Сальского района.

## Знаменитые руководители совхоза
- 1928−1930 — Юркин, Тихон Александрович (организатор и первый директор зерносовхоза).
- 1936—1938 — Жуков, Савелий Григорьевич[6]
- 1941−1942 — Бабминдра, Пётр Константинович.
- 1945−1953 — Бойко, Фёдор Антонович.
- 1955−1985 — Ангельев, Дмитрий Дмитриевич.

## Награды
3 октября 1930 года орденом Ленина была награждена тракторная колонна зерносовхоза. В 1970 году за большие заслуги в развитии сельскохозяйственного производства Указом Президиума Верховного Совета СССР совхоз «Гигант» награждён орденом Ленина. В 1978 году Указом Президиума Верховного Совета СССР за большие заслуги в сельском хозяйстве и в честь 50-летия основания хозяйства, совхоз «Гигант» награждён орденом Трудового Красного Знамени.
Высокое звание Героя Социалистического Труда присвоено семерым руководителям и работникам совхоза «Гигант»:
- Агибалов, Василий Осипович
- Ангельев Дмитрий Дмитриевич
- Бойко Фёдор Антонович
- Калачев, Павел Иванович
- Середа Сергей Иванович
- Соломин Михаил Осипович
- Шибко Ефим Фёдорович
- Орденом Ленина награждены более 30 хлеборобов совхоза, около 150 человек награждены другими орденами и медалями.